# Achille de Broglie
Achille de Broglie, seigneur du Helloy et de Gelay dit le « chevalier de Broglie »  (16 août 1672-14 avril 1750), est un officier de marine et aristocrate français des XVIIe et XVIIIe siècles. Lieutenant général des Armées navales, grand-croix de l'ordre royal et militaire de Saint-Louis.

## Biographie

### Origines et famille
Achille de Broglie descend de la Maison de Broglie, une très ancienne famille originaire du Piémont, qui a participé à la fondation de la ville de Quiers. Son grand-père, François Marie de Broglie, comte de Revel, Lieutenant Général des Armées du Roi, gouverneur de la Baisée, est le premier membre de la Maison de Broglie à s'établir en France. Il y est attiré parle Cardinal Mazarin qui avait pour lui une grande estime pour la belle défense qu'il rendit dans Coni pendant trois mois, contre l'Armée du Roi qui assiégeait cette place.
Il est le cinquième fils de Victor-Maurice de Broglie (1646-1727), comte de Broglie, marquis de Brezolles, maréchal de France et de sa femme de Marie de Lamoignon (1645-1733), fille de Guillaume de Lamoignon, marquis de Bâvilie, Premier Président du Parlement de Paris, et de Magdeleine Potier d'Aquette.
Ses frères se distinguent au service du Roi ou de l’Église. Charles-Guillaume, dit le « marquis de Broglie » est directeur d'Infanterie, gouverneur de Gravelines, Lieutenant Général des Armées du Roi. Son frère de François, comte de Broglie, est maréchal de France en 1754, chevalier des ordres du roi le 1er janvier 1731 ; enfin, Charles-Maurice, docteur en Théologie, abbé de Baumelen, Moines, du Vaux, de Cernai et du Mont Saint-Michel.

### Carrière dans la Marine royale
Il passe dans la Marine royale et est reçu dans une compagnie de gardes de la Marine en 1687, enseigne de vaisseau en 1689, lieutenant de vaisseau en 1691, capitaine de vaisseau le 1er janvier 1696, puis chef d'escadre lors de la promotion du 27 mars 1728. Il est élevé au rang de lieutenant-général des armées navales le 21 janvier 1737, et décoré de la grand-croix de l'ordre royal et militaire de Saint-Louis, le 1er mars 1750 avec une pension de 4 000 livres. Il est gouverneur d'Avesnes en 1723 en survivance de son père, et seigneur du Helloy de 1717 à 1731, avant de passer la seigneurie à sa sœur Marie-Françoise.
Il meurt le 13 avril 1750, âgé de soixante-dix-sept ans, ou le 12 novembre 1751, âgé de quatre-vingt-trois ans, et est inhumé en l'église Saint-Sulpice.

### Sources et bibliographie
- Mercure de France, //books.google.com/books?id=LjOjD-JV3PoC , page 182
- La Chenaye-Aubert, Dictionnaire de la noblesse ..., Volume 3 sur Google Livres, Veuve Duchesne, Paris, 1771, page 258
- Michel Vergé-Franceschi, Les officiers généraux de la marine royale: 1715-1774, 1990